# 艾伯特·霍夫曼
艾伯特·霍夫曼（德語：Albert Hofmann，1906年1月11日—2008年4月29日），瑞士化學家。因最早合成、攝取並了解麥角酸二乙醯胺（LSD）的迷幻效果而知名。霍夫曼的團隊還分離、命名和合成了主要的迷幻蘑菇化合物裸蓋菇素和脫磷酸裸蓋菇素。他撰寫了100多篇科學文章和許多書籍，包括《LSD：我的問題兒童》（LSD: Mein Sorgenkind）。2007年，在《每日電訊報》（The Daily Telegraph）公佈的100位最偉大的在世天才名單中，他與蒂姆·伯纳斯-李共享第一名。

## 生平
霍夫曼出生于1906年1月11日，在苏黎世大学接受高等教育，他的主要研究方向为动物及植物结构内的化学成分，在蟹壳质的研究上获得重大成果而得到博士学位，后加入制药研究部门，从事于研究真菌、麦角等生物内部成分对幻觉产生的原因。1938年，意外合成了麥角酸二乙醯胺（LSD），后于1943年意外误服下发现其致幻效果。
他至今已完成了100篇以上的科学作品及大量书籍，其中最著名的为描述自己发现LSD经历的《LSD, My Problem Child》。在2006年百岁生日上，就LSD对今日带来的系列伦理和道德问题，他发表了如下讲话：
“我认为LSD是人类进化史上最有必要被发现的物质之一，它只是一种特殊的工具，让我们回归到了本性之中而已”

## 外部連結
- 迷幻藥LSD之父辭世 享壽102歲 （页面存档备份，存于）